# Galerie Karsten Greve

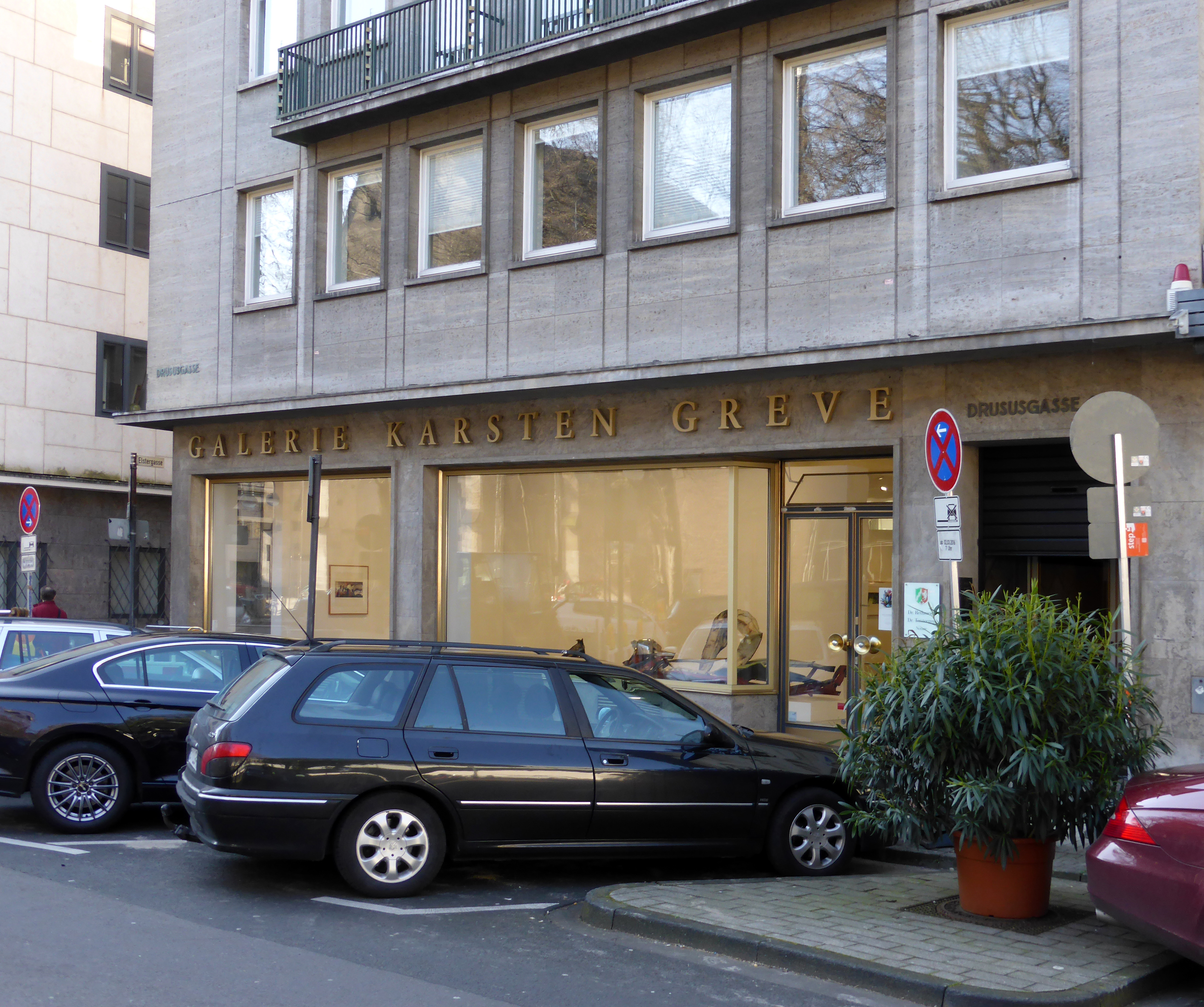
Galerie Karsten Greve, Drususgasse 3 in Köln (2016)

Die Galerie Karsten Greve betreibt Kunstgalerien an den Standorten Köln, St. Moritz und Paris und wurde vom Kunsthändler und Verleger Karsten Greve gegründet. Das Galerieprogramm wird durch die internationale Nachkriegsavantgarde, Fotografie, chinesische und internationale zeitgenössische Kunst bestimmt. Die Galerie vertritt rund 50 Künstler und veröffentlicht Katalogeditionen, die die Ausstellungen begleiten, Monographien und Catalogues Raisonneés.

## Gründung und Entwicklung
Der deutsche Kunsthändler und Verleger Karsten Greve ist Gründer und Eigentümer der Galerie Karsten Greve. 1972 eröffnete er die erste Galerie in Köln, 1989 wurde ein zweiter Standort in Paris eröffnet, 1994 ein dritter in Mailand (seit 2002 geschlossen) und 1999 ein vierter in St. Moritz.

### Köln
Im Jahr 1970 betrieb Karsten Greve gemeinsam mit Rolf Möllenhof (* 1939, Chemnitz), die Möllenhof/Greve Galerie. Seine erste eigene Galerie gründete er 1972 im Kölner Galeriehaus in der Lindenstraße 20. Eröffnet wurde die Galerie in Köln mit einer Ausstellung von dem bis dahin weitgehend noch unbekannten Künstler Yves Klein und seiner Anthropometry Werkreihe. Im selben Jahr nahm die Galerie erstmals an der Art Basel teil. 1973 wurde Karsten Greve alleiniger Eigentümer der Galerie Karsten Greve. Die Galerie wurde 1980 in die ehemaligen Geschäftsräume von Aenne Abels am Wallrafplatz 3 verlegt und stellte unter anderem Cy Twombly (1982), Lucio Fontana (1982 und 1983) und Willem de Kooning (1990) aus. Eine Erweiterung fand 1992 mit dem Umzug in die ehemalige Galerie von Rudolf Zwirner in der Albertusstraße 18 statt, welche dafür vom Architekten Erich Schneider-Wessling umgestaltet wurde. In den Räumlichkeiten wurde unter anderem eine John-Chamberlain-Einzelausstellung präsentiert, gefolgt von Josef Albers (1996 und 1998), Cy Twombly (1997), Wols (1998), Louise Bourgeois (1999) und Jannis Kounellis (1999). Im Jahr 2000 wurde die Galerie Karsten Greve an ihren heutigen Hauptstandort in ein denkmalgeschütztes Gebäude aus den 1950er Jahren in der Drususgasse 1–5 verlegt. Die unteren Etagen des Hauses wurden hierfür unter Anleitung des französischen Architekten Yannis Tsiomis umgebaut. In den Räumen am Wallrafplatz 3 finden bis heute Ausstellungen statt.

### Paris
Die Galerie Karsten Greve eröffnete 1989 ihren zweiten Standort in der Rue Debelleyme im Marais-Viertel von Paris in der Nähe des Musée Picasso. Die Galerieräume befinden sich in einem Palais aus dem 17. Jahrhundert, welches um einen Cour d’honneur errichtet wurde und bestehen aus einer großen Hauptgalerie sowie einer kleineren, über drei Etagen verlaufenden Galerie. Der Architekt Yannis Tsiomis war verantwortlich für den Umbau des gesamten Innenlebens der Immobilie.
Im Jahr 2003 präsentierte die Galerie Karsten Greve Paris eine Pierre-Soulages-Einzelausstellung. Galerie Karsten Greve vertritt Soulages in Frankreich.

### Mailand
Karsten Greve eröffnete 1994 eine dritte Galerie in der Via Santo Spirito im historischen Stadtkern von Mailand, nahe der Via Montenapoleone, und widmete die erste Ausstellung Cy Twombly. Es wurden unter anderem Piero Manzoni, Lucio Fontana, Alberto Burri, Nicola de Maria, Osvaldo Licini, Francesco Lo Savio und Mario Nigro ausgestellt. Die Galerie wurde 2002 geschlossen.

### St. Moritz
Im Jahr 1999 eröffnete die Galerie Karsten Greve ihren vierten Standort in der Via Maistra 4 in St. Moritz. Das ehemalige Posthaus Hotel, wurde hierfür vom Architekten Norman Foster umgebaut. Die Galerie Karsten Greve war eine der ersten Galerien in der Region. Im Gegensatz zu anderen Galerien in Engadin, finden ganzjährig Ausstellungen statt.

## Bedeutung in der Kunstwelt
In Fachkreisen genießt die Galerie aufgrund ihrer kuratierten Präsentationen auf Kunstmessen sowie musealen Ausstellungsqualität weltweite Anerkennung und wird zu den führenden Galerien Europas gezählt. Während seiner Laufbahn als Kunsthändler pflegte Karsten Greve enge Freundschaften mit Künstlern wie Cy Twombly, Louise Bourgeois, Jannis Kounellis und John Chamberlain, Pierre Soulages und Gotthard Graubner. Er und seine Galerien konnten daher maßgeblich dazu beigetragen, dass diese Künstler weltweite Anerkennung fanden. Der Schwerpunkt des Galerieprogramms liegt in den Hauptströmungen der Erneuerungsbewegungen nach 1945, welche den Ausgangspunkt für die Weiterführung des Modernismus der Jahrhundertwende darstellten.
Die Galerie präsentiert sowohl Einzel- als auch Gruppenausstellungen in den eigenen Räumlichkeiten sowie in Zusammenarbeit mit internationalen Museen und öffentlichen Kunsteinrichtungen und unterstützt hierbei unter anderem durch Leihgaben das Centre Pompidou in Paris, das Guggenheim Museum in New York, das Nasher Sculpture Center in Dallas, die Fondation Beyeler und das Kunstmuseum Basel. Nennenswerte Ausstellungen, an der sich die Galerie beteiligt hat, sind unter anderem die Cy Twombly-Ausstellung im Guggenheim Bilbao (2008/2009), die Cy Twombly-Retrospektive im Kunsthaus Zürich (1987), welche später in Madrid und London zu sehen war, die Louise-Bourgeois-Retrospektive in der Tate, im Centre Pompidou, Guggenheim New York (2007/2008) und schließlich Museo di Capodimonte in Neapel (2008/2009), sowie die Lucio-Fontana-Retrospektive (2014) im Musee d’Art Moderne de la Ville de Paris. Die Galerie fungiert als Berater für private Sammlungen und Firmensammlungen wie etwa dem Museum Frieder Burda, dem Museum Insel Hombroich, der Broad Art Foundation, der Fondation d’Art Contemporain Daniel et Florence Guerlain, der Fondation Louis Vuitton, La Maison Rouge und der Fondazione Prada.
Die Galerie nimmt jedes Jahr an führenden internationalen Kunstmessen wie der Art Basel in Basel, Art Basel Hong Kong und Art Basel Miami Beach, FIAC Paris, TEFAF Maastricht, TEFAF New York Spring und Art Cologne teil.

## Vertretene Künstler
Die Galerie vertritt Künstler aus allen künstlerischen Gattungen (Malerei, Zeichnung, Druckgraphik, Skulptur, Installation sowie Fotografie). Zu den vertretenen und ausgestellten Künstlern zählen:
| - Josef Albers - Eugène Atget - Roger Ballen - Ilse Bing - Pierrette Bloch - Louise Bourgeois - Brassaï - Thomas Brummett - Alexander Calder - Lawrence Carroll - John Chamberlain (Künstler) - Joseph Cornell - Lynn Davis - Willem de Kooning - Ding Yi (Künstler) - Jean Dubuffet - Lucio Fontana | - Gotthard Graubner - Leiko Ikemura - Mimmo Jodice - Paco Knöller - Yiorgos Kordakis - Jannis Kounellis - Catherine Lee - David Malin - Sally Mann - Piero Manzoni - Fausto Melotti - Henri Michaux - Claire Morgan - Manish Nai - Mario Nigro - Jean-Michel Othoniel - Robert Polidori | - Norbert Prangenberg - Qiu Shihua - Gideon Rubin - Georgia Russell - Joel Shapiro - Qiu Shihua - Shen Fan - David Smith (Bildhauer) - Pierre Soulages - Louis Soutter - Luise Unger - Sergio Vega - Wols - Zhou Tiehai |

## Verlag
Die Galerie Karsten Greve zeigt sich als Verlag verantwortlich für zahlreiche Katalogpublikationen, Monographien und Catalogues Raisonneés im Bereich zeitgenössischer Kunst. Das Buch 40 Years · 20 Years · 10 Years · Galerie Karsten Greve · Cologne · Paris · St. Moritz, welches 2010 erschien, dokumentiert die Geschichte der Galerie seit ihrer Gründung. Wichtige Titel des Verlages sind unter anderem: BRASSAÏ – DUBUFFET (2011), Joseph Cornell (1992) mit Texten aus den Tagebüchern von Joseph Cornell, Louis Soutter, Finger-paintings 1937–1942, (1998), mit Texten von Jean Dubuffet, Lucio Fontana, Sculpture/Skulptur, lo sono uno scultore e non un ceramista, Catalogue III (2012) und Cy Twombly, Work on Paper, Catalogue VI (2013).